# 施泰姆布克
施泰姆布克是德国下萨克森州的一个市镇。总面积63.07平方公里，总人口2407人，其中男性1203人，女性1204人（2011年12月31日），人口密度38人/平方公里。